# 重庆主城都市区

重庆主城都市区是中心城区9个区和主城新区12个区的总称，总面积2.87万平方公里。

## 沿革
2020年5月，重庆市举行主城都市区工作座谈会，提出了“重庆主城都市区”的概念。

## 组成
中心城区具备组团性和多中心的空间条件。主城新区彼此相对独立，抱团发展。长寿、江津、璧山、南川参与产业转移分工，承担重大功能布局，涪陵、合川、永川、綦江-万盛参与主城都市区及成渝地区双城经济圈建设空间分工，大足、铜梁、潼南、荣昌重点发挥成渝腹心优势，永川-大足-荣昌、合川-铜梁-潼南、綦江-万盛-南川、涪陵-武隆-丰都、长寿-垫江-梁平等抱团发展。

## 未来发展
主城都市区将引领产业升级、策原科技创新。成为改革开放试验田、高品质生活宜居区。
在市内交通方面，重庆规划了1小时城市轨道通勤圈，铁路公交化为主体的一小时通勤圈，都市快线为主体的1小时通勤圈等，从而完善综合交通体系，推进主城都市区内部各区、主城都市区与“两群”间的互联互通，打造长江经济带综合立体交通走廊。
在市外交通方面，高标准规划铁路运输干线网络，建设长江上游航运中心，提升重庆航空枢纽能级，加快中心城区与主城新区各城市间高速公路双通道、1小时通达。加快建设出市出海出境大通道。